# Relations entre la république démocratique du Congo et le Saint-Siège
Les relations entre la république démocratique du Congo sont les relations bilatérales (en) existant entre la république démocratique du Congo (RDC) et le Saint-Siège. Les deux États ont renforcé leur coopération au début du XXIe siècle, car le président congolais Joseph Kabila a entretenu de bonnes relations diplomatiques avec le Vatican en raison du grand nombre de catholiques en RDC.
La RDC possède une ambassade près du Vatican, tandis que le Saint-Siège dispose d'une nonciature apostolique (en) à Kinshasa. Jean-Pierre Hamuli Mupenda (en) est l'actuel ambassadeur de la RDC près le Saint-Siège depuis 2010,, tandis que l'archevêque Luis Mariano Montemayor est nonce apostolique en RDC depuis 2015.

## Historique
Les relations diplomatiques entre les deux États débutent en janvier 1977. Près de la moitié de la population de la RDC est catholique, ce qui en fait le groupe religieux le plus important du pays. De ce fait, l'Église catholique congolaise est influente dans le pays. L'Église catholique de RDC est notamment soutenue par le Saint-Siège. Lorsqu'il accepte Mupenda comme ambassadeur de RDC près le Saint-Siège, le pape Benoît XVI évoque la guerre du Kivu et dit espérer que le conflit prenne fin rapidement afin de laisser place à un processus de réconciliation nationale. Il évoque aussi le rapprochement diplomatique entre le Saint-Siège et la RDC.

## Accords bilatéraux
En mai 2016, la république démocratique du Congo et le Saint-Siège signent un accord bilatéral de 21 articles traitant de sujets d'intérêt commun, dont les établissements scolaires catholiques, l'enseignement de la religion dans les écoles, les activités caritatives de l'Église, le service pastoral dans l'armée, les prisons et les hôpitaux congolais, ainsi que la taxe sur la propriété et les visas et titres de séjour pour les religieux catholiques se rendant en RDC. Le document établit aussi le statut juridique de l'Église catholique dans la société civile de la RDC, et donne à l'Église le droit d'exercer librement ses activités apostoliques et gérer ses problèmes internes de façon autonome,.

## Visites d'État
Le 26 septembre 2016, le président congolais Joseph Kabila visite l'État du Vatican et rencontre l'archevêque Paul Richard Gallagher, secrétaire des relations aux États (en) du Saint-Siège. Ils s'entretiennent au sujet des relations proches entre la RDC et le Saint-Siège ainsi que de l'influence de l'Église dans la population catholique congolaise. Ils parlent aussi de la nécessité d'une résolution pacifique des troubles survenus en RDC avant l'élection présidentielle prévue en 2017.